# Eumecopterus viridifrons
Eumecopterus viridifrons är en insektsart som först beskrevs av Brunner von Wattenwyl 1895.  Eumecopterus viridifrons ingår i släktet Eumecopterus och familjen vårtbitare. Inga underarter finns listade i Catalogue of Life.